# اس/۲۰۰۲ ان ۵
اس/۲۰۰۲ ان ۵ (به انگلیسی: S/2002 N 5) یک قمر (ماهواره طبیعی) با پیشروی نامنظم سیاره نپتون است. در ۱۴ اوت ۲۰۰۲ توسط متیو هولمن، جان جی. کاولارز، تامی گراو و وسلی فریزر با استفاده از تلسکوپ ۴ متری ویکتور ام. بلانکو در رصدخانه سرو تولولو، شیلی کشف شد. این قمر مدتی گم شد و دوباره رصد نشد تا اینکه اسکات اس. ۵ در ۲۳ فوریه ۲۰۲۴، پس از جمع‌آوری مشاهدات در مدت زمان کافی برای تأیید مدار ماهواره، اعلام شد. S/2002 N ۵ در فاصله متوسط بیش از ۲۳ میلیون کیلومتر (۱۴ میلیون مایل) به دور نپتون می‌چرخد و تقریباً ۹ سال زمینی طول می‌کشد تا مدار آن کامل شود.

## ویژگی‌های فیزیکی
اس/۲۰۰۲ ان ۵ جرمی بسیار کم نور با قدر ظاهری متوسط ۲۵٫۹ است، بنابراین تنها با تصویربرداری با نوردهی طولانی توسط تلسکوپ‌های با اپرچر بزرگ مانند تلسکوپ سوبارو قابل مشاهده است.